# 2018年冬季残疾人奥林匹克运动会美国代表团
2018年冬季残疾人奥林匹克运动会美国代表团是美国派出的2018年冬季残疾人奥林匹克运动会代表团。获得13枚金牌、15枚银牌和8枚铜牌。